# Warum die Sache schiefgeht
Warum die Sache schiefgeht. Wie Egoisten, Hohlköpfe und Psychopathen uns um die Zukunft bringen ist ein Essay  von Karen Duve aus dem Jahre 2014, in dem sie sich mit der Ursache und den Folgen des Klimawandels auseinandersetzt.

## Inhalt
Karen Duve zeigt auf, dass weiteres Wirtschaftswachstum und die Beibehaltung unseres Lebensstils in den nächsten Jahren vielleicht noch zu mehr Wohlstand führen wird, längerfristig aber nur zu mehr Müll, mehr Hunger, mehr Tornados, mehr Dürrekatastrophen und mehr Überschwemmungen. In Zeiten von Klimawandel, Artensterben, Atombomben, Überbevölkerung, multiresistenten Keimen, tödlichen Viren und unregulierten Finanzmärkten sei dies eine Katastrophe. Die Fakten zu dem Buch wurden Fachartikeln und Sachbüchern entnommen.
Den Grund für die Klimakatastrophe sieht Duve darin, dass in Wirtschaft und Politik immer noch meist diejenigen das Sagen haben, die Eigenschaften besitzen, die sich auch für eine „Verbrecherlaufbahn“ eignen: Durchsetzungsvermögen, Risikobereitschaft, Selbstvertrauen und unbegrenzte Einsatzbereitschaft. Verantwortungsvolle und sozial funktionierende Menschen würden es dagegen meist gar nicht erst bis in die Führungsetagen schaffen.
Laut Karen Duve leben wir auf Kosten der nächsten und übernächsten Generation. Reparationsvorschläge sind für Duve neben der Frauenquote auch ein Aufstand der jüngeren Generation, der laut eines von Ernst Grandits mit der Autorin geführten und von 3sat ausgestrahlten Interviews zum Buch aus dem Jahre 2014 „allerdings noch nirgendwo in Sicht sei. (…) Es müsste so viel verändert werden, dass es richtig weh tut“. Andererseits löse sich das Problem von alleine, da die Welt sich möglicherweise selbst zerstört.
Dass das Leben trotz allem immer wieder voller Überraschungen sei, zeige sich andererseits an dem viertkleinsten Staat der Welt, Tuvalu, der bereits vor vielen Jahren seine Einwohner auf die Fidschi-Inseln umsiedeln wollte, weil der immer wieder überspülte Inselstaat als erstes Land der Welt von der Erdoberfläche zu verschwinden drohte. In der Zwischenzeit habe sich jedoch gezeigt, dass angespülte Sedimente den Anstieg des Meeresspiegels wieder ausgleichen.

## Rezeption
Laut Ruprecht Frieling „trifft (Karen Duve) in vielen Punkten den Kern“ und es gelingt ihr „unterhaltsam zu provozieren. Sie schaffte es mit dem Buch sogar auf die SPIEGEL-Bestsellerliste.“
Ursula Scheer beschreibt Duves Werk in der Frankfurter Allgemeinen Zeitung als wütende „Brandrede“, die davon lebt, „dass sie zuspitzt“. So könne man nach Duve „emotionale Minderbemitteltheit, ethische Leichtfertigkeit, Geldgier und Machtversessenheit (…) bei Männern viel leichter finden“ als bei Frauen. Und „deshalb könne der Ausstieg aus dem turbokapitalistischen Weltvernichtungssystem nur mit einer Frauenquote gelingen“. Trotz der laut Scheer fehlenden sachlichen Auseinandersetzung berühre Karen Duve aber „zahlreiche Punkte (…), die eine ernsthafte Debatte verdienen“.
Georg Diez schreibt in Der Spiegel: „Was Duve damit liefert, ist das traurige Zerrbild einer psychopathologisch fixierten Gesellschaft, die zwar möglicherweise auf echte Probleme zusteuert, sich aber in ihren eigenen Ressentiments so sehr gefällt, dass sie nicht mal im Ansatz nach echten Lösungen sucht.“ Duves „unanalytischer Antikapitalismus“ unterscheidet sich in seiner Wirkung jedoch „nicht mehr allzu viel vom Globalhass der gekränkten weißen Männer“.

## Ausgaben
- Warum die Sache schiefgeht. Wie Egoisten, Hohlköpfe und Psychopathen uns um die Zukunft bringen. 192 Seiten. Galiani Verlag, Berlin 2014, ISBN 978-3-86971-100-3.